# Наримунтовичі
Наримунтовичі — група князів та князівських родин Великого князівства Литовського, Московської держави та Новгородської республіки, які походили від полоцького та пінського князя Наримунта. Одна з гілок Гедиміновичів. У XIV-XV століттях потомки Наримунта правили у Пінському (1330-і—1471), Белзькому (1352—1387) та, можливо, Стародубському князівствах, були намісниками у Новгороді.

## Історія роду
Історія Наримунтовичів, особливо перших поколінь потомків Наримунта заплутана та суперечлива. У істориків досі немає одностайної думки щодо багатьох проблем генеалогії цього роду, зокрема достеменно невідомо навіть скільки було дітей у Наримунта, де та коли вони правили.

## Генеалогія
Нащадки Наримунта подані за Tęgowski J. Pierwsze pokolenia Gedyminowiczów.
- Наримунт-Гліб Гедимінович (?—1348) — литовський князь, один з старших синів великого князя Гедиміна. Службовий новгородський князь (1333—бл. 1335), князь пінський (кін. 1330-х — 1348) та полоцький (1335—1345)
  - Михайло Наримунтович (?—1355) — князь пінський (1348 — до 1355), хоча прямих свідчень джерел про зв'язок Михайла Пінського і Наримунта немає
  - Василь Михайлович (?—після 1392) —князь пінський (до 1355 — після 1392). За іншими версіями - син Михайла Наримунтовича.
    - Федір Васильович — князь пінський (бл. 1392—1398)

  - Семен (?—бл.1352) — згідно Л. Войтовича який посилається на Ю. Вольфа князь згаданий у літописах як Семен Свіслоцький. У 1350—1352 рр. був князем белзьким [1]
  - Олександр Наримунтович (бл. 1320 — після 1350) — князь Орешський (? — до 1338), його можливі нащадки — князі Ружинські
  - Юрій Наримунтович (?—після 1398) — князь крем'янецький (бл. 1350 — до 1352), белзький (1352—1377, 1383—1387), новгородський (1378—1383). Васал і соратник Любарта-Дмитра Гедиміновича від якого отримав князівства на Волині
    - Роман Юрійович (?—1398) — служилий новгородський князь та полководець.
    - Іван Юрійович (? — 12 серпня 1399) — відомий з літописів як Іван Белзький, хоча коли саме він міг правити у Белзі наразі неясно.
      - Олександр Іванович Нос (?—1436) — князь пінський (?—1436), волинський намісник князя Свидригайла (1433—1436).

  - Патрикей-Давид Наримунтович (? — 1397 або після 1408(?)) — князь новгородський (1380-і — до 1390 рр.), хотимський (кінець XIV ст.), можливо, стародубський (початок XV ст.). У 1396 р. вперше виїхав на службу до московського князя, але згодом повернувся назад. У 1408 р. знову виїхав у Москву разом із Свидригайлом і залишився там остаточно.
    - Іван Патрикійович (? — після 1385) —
    - Олександр Патрикійович — князь Корецький і Стародубський (?), родоначальник Корецьких.
    - Федір Патрикійович (?—1426) — князь рильський (?—1408), у 1420 — московський намісник у Новгороді, у 1424—1426 — у Пскові. Родоначальник Хованських
    - Юрій Патрикійович (? — після 1446) — московський боярин, одружився з Анною Дмитрівною, сестрою великого князя московського Василія Дмитровича. Родоначальник роду Патрикеєвих.
      - Василь Юрійович — відомий тільки з родоводів
        - Іван Васильович Булгак-Патрикеєв (? — 14 квітня 1498) — московський боярин, воєвода, родоначальник роду Булгакових.
          - Іван Іванович Булгаков-Мошок (бл. 1466—1499)
          - Андрій Іванович Курака (?—1521) — боярин, його потомки — князі Куракіни.
          - Михайло Іванович Голиця (?—1558) — московський боярин, засновник роду Голіциних.
          - Дмитро Іванович Булгаков (? — після 1514) — боярин, дітей не мав.

        - Данило Васильович Щеня (? — після 1515) — московський полководець. Засновник роду Щенятєвих.
          - Михайло Данилович Щенятєв (?—1531) — московський боярин, полководець.
            - Василь Михайлович Щенятєв (?—1547) — московський боярин, воєвода.
            - Петро Михайлович Щенятєв (?—1568) — московський боярин, воєвода, страчений за підозрою у зраді, останній представник роду Щенятєвих.
              - N син (?—1568) — страчений за підозрою у зраді разом з батьком.

            - N дочка — дружина князя Івана Федоровича Бєльського

      - Іван Юрійович Патрикеєв (1419 — після 1499) — московський боярин, намісник Москви (з 1472 р.), у 1499 році насильно пострижений у ченці.
        - Михайло Іванович Колишко Патрикеєв (?—1495) — воєвода.
        - Василь Іванович Косий Патрикеєв, відомий за чернечим іменем Вассіан (?—1531) — московський боярин, воєвода, церковний діяч та публіцист. 1499 року пострижений в монахи, де прийняв ім'я Вассіан, та став лідером монашого руху нестяжателів.
        - Іван Іванович Мунінда Патрикеєв (?—1499) — насильно пострижений у монахи в 1499 р.

      - Олена Іванівна Патрикеєва — дружина боярина Івана Михайловича Челяндіна.